# HYDAC Brasil
HYDAC Brasil é uma subsidiária brasileira da empresa multinacional alemã HYDAC Group dedicada à fabricação e venda de produtos, componentes e soluções especializadas para sistemas hidráulicos e tecnologia de fluidos.
A empresa iniciou as operações no Brasil em 1997, com a abertura da primeira fábrica na cidade de São Bernardo do Campo, estado de São Paulo. Produtos como acessórios hidráulicos, filtros e elementos filtrantes começaram a ser fabricados localmente. No ano de 2008, a fábrica tinha capacidade de produção de mais de 5.000 blocos manifolds por mês e, atualmente, conta com máquinas de usinagem de alta precisão e tecnologia de ponta para a produção de blocos mais compactos. Além disso, foi incorporado um software de programação para o fornecimento de projetos customizados para o segmento da indústria de usinagem.
Em 2019, foi inaugurada a segunda fábrica da HYDAC no Brasil, com um investimento de R$ 60 milhões. Sediada na cidade de Indaiatuba, também no estado de São Paulo, a instalação conta com mais de 40 mil metros quadrados, onde cerca de 7.000 metros são destinados à área produtiva para a fabricação de diversos produtos da linha de filtros da companhia — entre eles, filtros de óleo hidráulico, filtros de processo, filtros de retrolavagem, assim como outros elementos da linha de sistemas de filtração.
A HYDAC opera em todos os estados brasileiros, com escritórios comerciais nas regiões Sul e Sudeste, além de uma rede de mais de 19 distribuidores em todo o território nacional. 

## Segmentos de atuação
Com mais de 25 anos de operação no Brasil, a companhia alemã é uma fornecedora líder de filtros, acumuladores e sistemas hidráulicos móveis no mercado nacional, representando cerca de 40% da receita da empresa no país. Também fornece soluções e aplicações industriais, como hidráulica e filtração, automação e controle, gerenciamento de temperatura, tecnologia de acionamento e engenharia e suporte para várias indústrias, incluindo máquinas-ferramenta, máquinas de prensagem, máquinas agrícolas, tecnologia ferroviária, energias renováveis, petróleo e gás, papel e celulose, alimentos e bebidas, siderurgia, mineração, açúcar e álcool, entre outros. 
A HYDAC desenvolve e fabrica todos os componentes e sistemas em suas próprias instalações, permitindo a criação de soluções inovadoras e eficientes. Com uma abordagem de sustentabilidade, a empresa atende a vários setores da indústria brasileira seguindo rigorosos padrões de segurança e qualidade, através de um sistema de gestão integrada baseado nas normas NBR ISO 9001, NBR ISO 14001 e NBR ISO 45001, garantindo vantagens de investimento a longo prazo para seus clientes. Possui também uma equipe de Service para fornecer suporte local com ferramentas, acessórios, equipamentos de segurança e monitoramento, manutenção e reparo de acordo com padrões globais e experiência.

### Tecnologia de filtragem
A empresa conta com amplo know-how no desenvolvimento de produtos de alta qualidade e a partir de avanços tecnológicos, sendo pioneira no mercado no fornecimento de soluções de alto desempenho em tecnologia de filtragem para óleo e fluido hidráulico, lubrificantes de refrigeração, combustível e água. Para isso, dispõe de produção de filtros de combustível, óleo hidráulico e de processo e, ao mesmo tempo, desenvolve sistemas inteligentes para o monitoramento de fluidos que permitem aumentar a produtividades das máquinas.
A tecnologia disponibilizada pela companhia para a aplicação de filtros é desenvolvida no centro de pesquisa especializado em filtração Fluid Care Center®, conhecido como o primeiro laboratório de análise de fluidos do Brasil.

### Acumuladores Hidráulicos
Os acumuladores funcionam por meio de gás comprimido e são indispensáveis nos sistemas hidráulicos. Existem diversas opções de acumuladores que permitem proteger os sistemas hidráulicos das máquinas, além de aumentar a vida útil e a eficiência energética dos equipamentos industriais. Entre os mais comuns encontram-se os acumuladores de bexiga, acumuladores de pistão, acumuladores de membrana, acumuladores de fole metálico, amortecedores hidráulicos e acessórios para acumuladores.

### Sensores
A linha de sensores está destinada à medição de contaminação e condição do óleo, temperatura, vazão, posição, pressão e nível, entre outros. Além disso, os sensores permitem a aplicação em ambientes potencialmente explosivos e de maior segurança funcional para diversos setores da indústria. Entre os mais comuns encontram-se os sensores de pressão, temperatura, angulares, vazão ou fluxostato e monitoramento de fluidos. 

### Válvulas
Desenhadas para projetos de sistemas hidráulicos, as válvulas podem ser utilizadas em equipamentos industriais de forma fixa ou móvel, para o controle da pressão e fluxo do fluido. Os tamanhos das válvulas podem variar de acordo com a sua aplicação, bem como o seu tipo de montagem. Entre os tipos de válvulas mais comuns destacam-se as válvulas direcionais de carretel e de sede, válvulas de pressão, válvulas de bloqueio e válvulas de controle de fluxo.

## Sustentabilidade e Inovação
Desde a sua fundação a HYDAC tem colocado a sustentabilidade em primeiro lugar com uma política de gestão integrada adquirida pelas subsidiárias no mundo todo para continuar a excelência da matriz na Alemanha, com o objetivo de atender as demandas dos seus clientes com soluções de alta qualidade pensadas para o futuro. 
Ligada à sustentabilidade, a inovação tecnológica também é um conceito fundamental para a empresa no desenvolvimento de produtos e soluções para a indústria que unem efetividade e eficiência, especialmente para atender as necessidades e desafios de mercados locais.

## História
Fundada pela família Dieter em Sulzbach, Saarland, Alemanha em 1963 como uma empresa de acessórios hidráulicos, o nome deriva do alemão “Gesellschaft für Hydraulikzubehör”, e do inglês “Company for Hydraulics Accessories”. Conhecida globalmente como HYDAC Group, foi fundada como uma empresa familiar dedicada à fabricação e venda de acessórios hidráulicos. Atualmente, é reconhecida como uma companhia multinacional com mais de 9.500 funcionários em cerca de 50 unidades de negócios em todo o mundo. Desenvolve 14 linhas de produtos e conta com mais de 500 parceiros comerciais para a venda de produtos e serviços especializados em sistemas hidráulicos.
Hoje acumula mais de 50 anos de experiência no mercado da indústria hidráulica e forma uma rede interdisciplinar mundial marcada pela competência, inovação, rigor, qualidade e assistência, atendendo as mais altas demandas do mercado internacional — tanto na construção de máquinas e instalações quanto de orientação ao cliente através de serviços de pós-venda.